# Bordsteinabsenkung

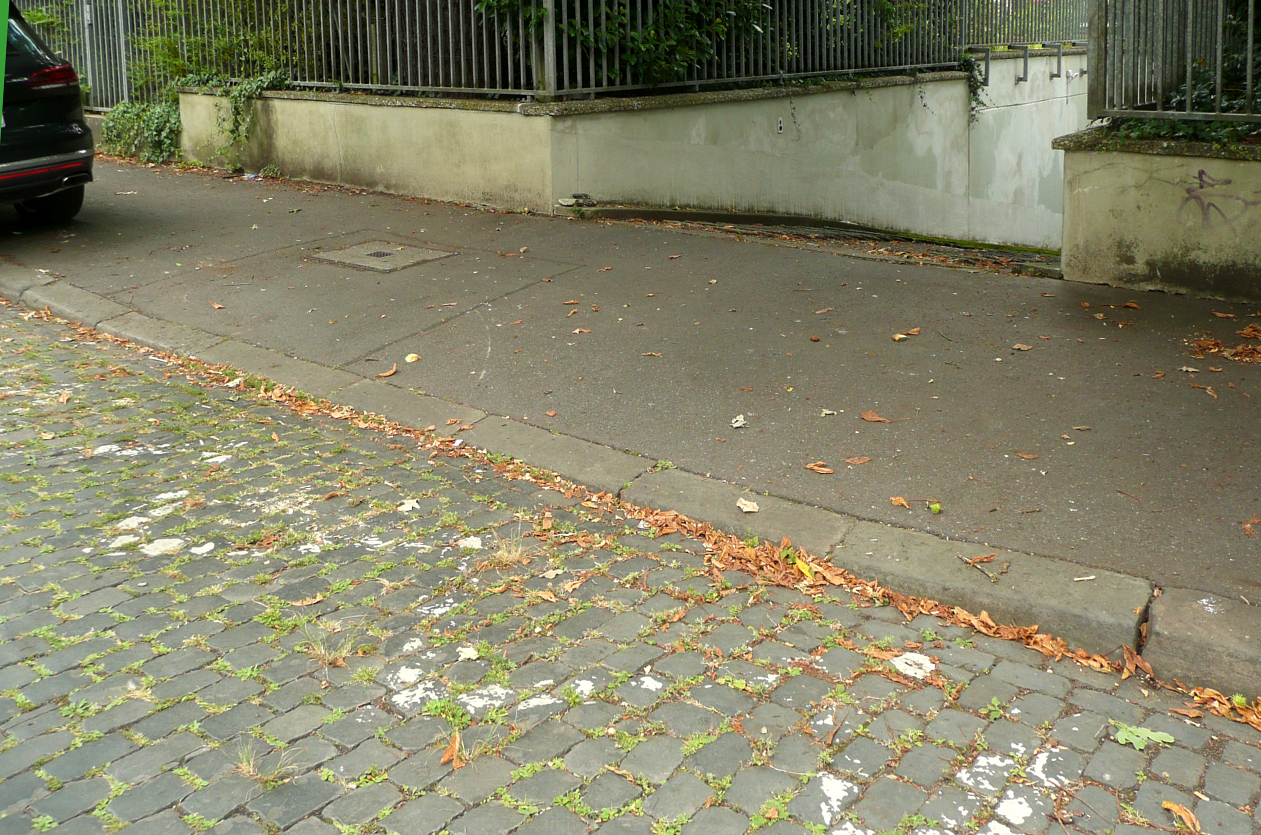
Bordsteinabsenkung an einer Grundstückseinfahrt

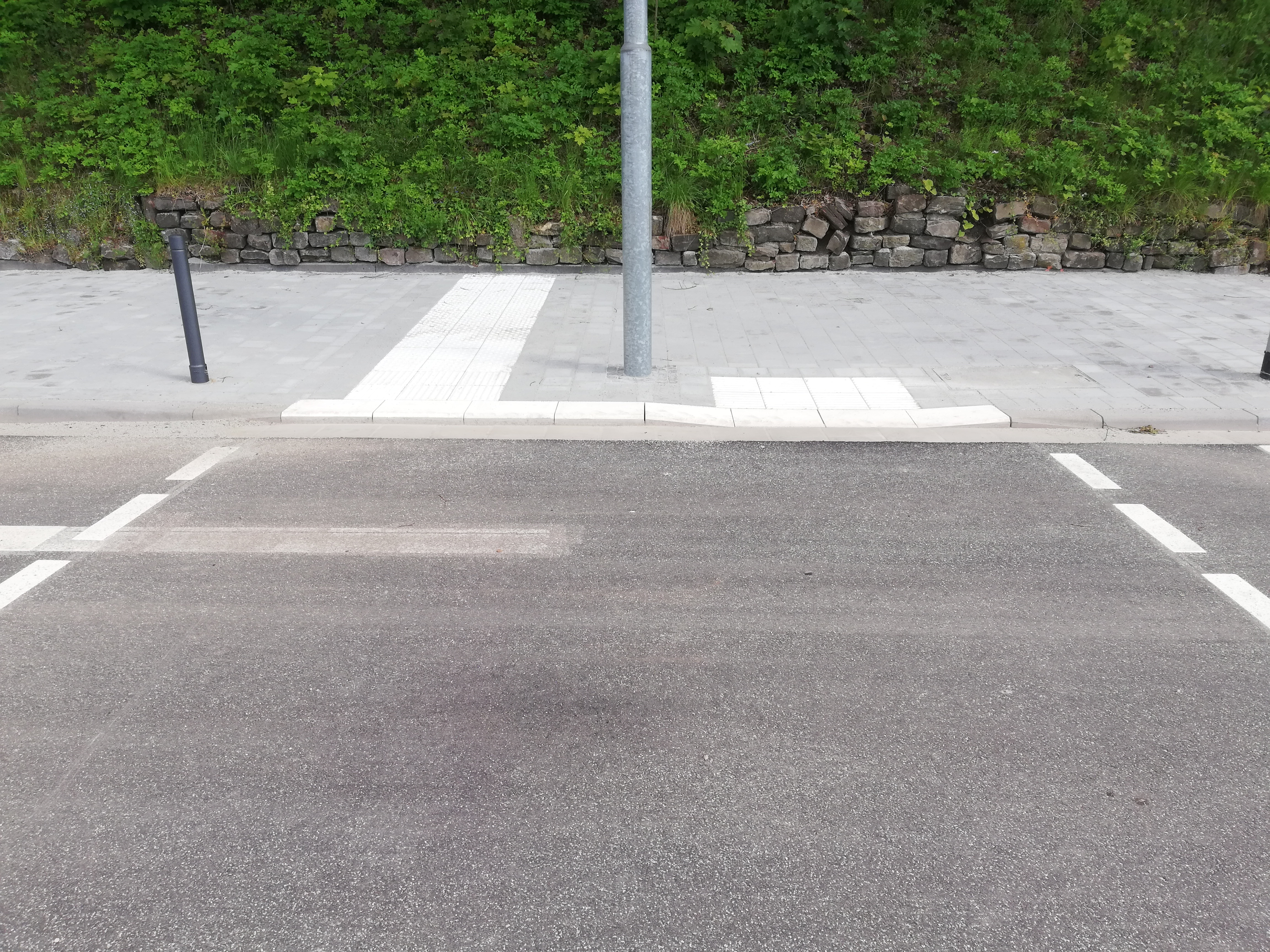
Höhengestaffelte Bordsteinabsenkung an einer Fußgängerquerung

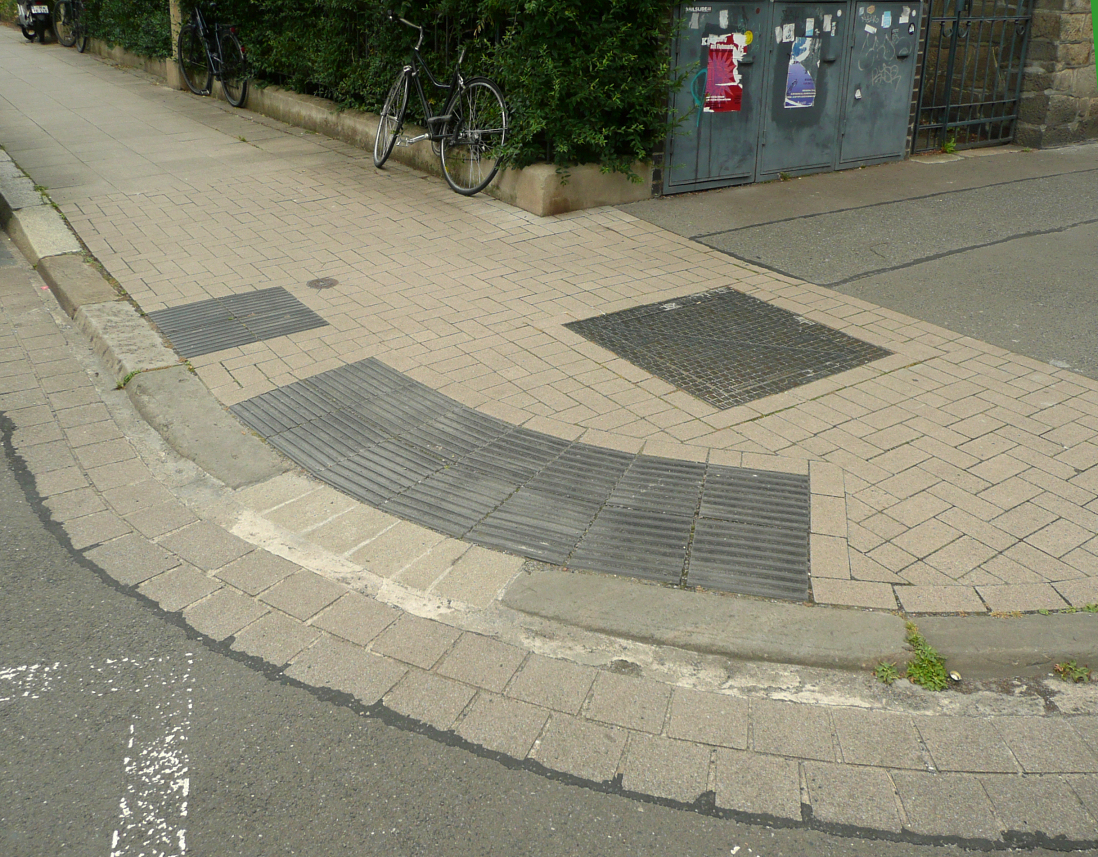
Bordsteinabsenkung mit taktiler Abgrenzung an einer Kreuzung in Hannover

Als Bordsteinabsenkung wird der Bereich der abgesenkten Bordsteine (auch Hochborde genannt) an einer Grundstückseinfahrt oder Straßenkreuzung für Rollstühle und Fahrräder bezeichnet.

## Zweck
Nach den RiLSA sind Hochborde von Fahrbahnteilern und -Inseln im Bereich von Fußgängerfurten abzusenken oder nicht höher als 5 cm auszubilden. Die auch in der DIN 18024 erhobene Forderung soll gewährleisten, dass Fahrbahnen auf Fußgängerfurten von Behinderten, Personen mit Kinderwagen, alten Menschen und nicht zuletzt den Gehwegkehrmaschinen schnell (Räumzeiten) und problemlos (Komfort) überquert werden können.

## Geschichte
Ein Veteran setzte 1945 eine Bordsteinabsenkung in seiner Heimatstadt Kalamazoo (USA) durch. Dabei handelte es sich um die erste Bordsteinabsenkung – zumindest in den Vereinigten Staaten. Anfang der 1970er zog der Arbeitsausschuss für die gezielte Ausarbeitung der DIN 18024 schwedische und amerikanische Leitfäden zum Barriereabbau heran, was sich aber als nicht so einfach erwies, da der für Rollstuhlfahrer gänzlich abgesenkte Bordstein, für die Blinden ein Problem darstellte, da sie mit ihrem Langstock an der Kante den Übergang zur Fahrbahn ertasten.

## Rechtliche Aspekte
In Deutschland kommt Bordsteinabsenkungen eine rechtliche Bedeutung zu. Gemäß Straßenverkehrsordnung (StVO) gilt ein Parkverbot vor Bordsteinabsenkungen, ein Abschleppen ist möglich. Beim Einfahren über eine Bordsteinabsenkung auf die Fahrbahn muss zudem gewartet werden. Verstöße können als Ordnungswidrigkeit geahndet werden.
Es gibt unterschiedliche Auslegungen zu der Frage, ab welcher Länge ein abgesenkter Bordstein seine rechtliche Wirkung zu entfaltet. Das Kammergericht Berlin entschied 2015, dass „[a]uch ein Bordstein, der auf einer eine Fahrzeuglänge überschreitenden Strecke abgesenkt ist (hier: etwa 20 Meter)“, „ein Parkverbot [...] begründen“ kann und stellte sich gegen eine anderslautende, frühere Entscheidung des Oberlandesgericht Köln. Das OLG Köln hatte 1996 entschieden, dass eine Bordsteinabsenkung nur dann vorliege, „wenn der abgesenkte Bereich eine Strecke von einigen Metern (etwa einer Pkw-Länge) nicht überschreitet“.

## Normen
Die DIN 18040-3 enthält Richtlinien zu Bordsteinabsenkungen bei Überquerungsstellen, um Barrierefreiheit sicherzustellen. Häufig sind diese auch mit einem taktilen Leitsystem versehen.
In Deutschland kann bei Feuerwehrzufahrten für größere Einrichtungen oder Gelände die Anwendung der DIN 14090 in Betracht kommen, die eine Bordsteinabsenkung fordert, um die Befahrbarkeit mit Feuerwehrfahrzeugen zu ermöglichen.